# IC 1897
IC 1897 ist eine Balken-Spiralgalaxie mit hoher Sternentstehungsrate vom Hubble-Typ SB im Sternbild Eridanus am Südsternhimmel. Sie ist schätzungsweise 218 Millionen Lichtjahre von der Milchstraße entfernt und hat einen Durchmesser von etwa 30.000 Lj.
Im selben Himmelsareal befinden sich u. a. die Galaxien NGC 1238, NGC 1247, IC 303.
Das Objekt wurde am 24. Januar 1900 vom US-amerikanischen Astronomen Herbert Alonzo Howe entdeckt.